# Ієрапетра (дим)
Ієра́петра (грец. Δήμος Ιεράπετρας) — громада (дим) у Греції, на сході Криту. Входить у периферійну одиницю Ласітіон у периферії Крит. Від 2011 року за програмою «Каллікратіс» до громади Ієрапетра приєдналася громада Макрі-Ялос. Населення громади становить 27 602 мешканців (за переписом 2011 року). Площа 554,003 км2. Густота населення 49,82 особи на км2. Адміністративний центр — Ієрапетра. Димархом на місцевих виборах 2014 року обрано Теодосіоса Каландзакіса (грец. Θεοδόσιος Καλαντζάκης).

## Адміністративний поділ

Адміністративний поділ громади:
1 — М. о. Ієрапетра Ієрапетра
2 — М. о. Макрі-Ялос

Громада (дим) Ієрапетра поділяється на 2 муніципальні одиниці.
| Муніципальна одиниця | Муніципальна спільнота | Населення (2011), осіб | Площа, км² |
| -------------------- | ---------------------- | ---------------------- | ---------- |
| Ієрапетра            | Айос-Іоаніс            | 1168                   | 32,397     |
| Ієрапетра            | Анатолі                | 1611                   | 26,614     |
| Ієрапетра            | Гдохія                 | 74                     | 6,448      |
| Ієрапетра            | Ієрапетра              | 16 139                 | 69,903     |
| Ієрапетра            | Кавусіон               | 563                    | 38,314     |
| Ієрапетра            | Каламафка              | 464                    | 26,576     |
| Ієрапетра            | Като-Хоріон            | 946                    | 35,463     |
| Ієрапетра            | Макрилья               | 122                    | 8,147      |
| Ієрапетра            | Мале                   | 302                    |            |
| Ієрапетра            | Меселері               | 135                    | 11,521     |
| Ієрапетра            | Метаксохоріон          | 12                     |            |
| Ієрапетра            | Мурніє                 | 137                    | 12,246     |
| Ієрапетра            | Міті                   | 396                    | 19,043     |
| Ієрапетра            | Миртос                 | 620                    | 8,822      |
| Ієрапетра            | Пахія-Амос             | 846                    | 20,657     |
| Ієрапетра            | Риза                   | 72                     | 5,848      |
| Ієрапетра            | Христос                | 101                    |            |
| Макрі-Ялос           | Айос-Стефанос          | 891                    | 15,955     |
| Макрі-Ялос           | Літине                 | 346                    | 26,215     |
| Макрі-Ялос           | Орінон                 | 224                    | 23,087     |
| Макрі-Ялос           | Периволакія            | 103                    | 21,716     |
| Макрі-Ялос           | Пефки                  | 763                    | 17,141     |
| Макрі-Ялос           | Ставрохоріон           | 950                    | 23,133     |
| Макрі-Ялос           | Схінокапсала           | 427                    | 13,201     |
| Макрі-Ялос           | Хрисополі              | 190                    | 18,781     |